# صواريخ الطاقة الحركية المتعددة المهام

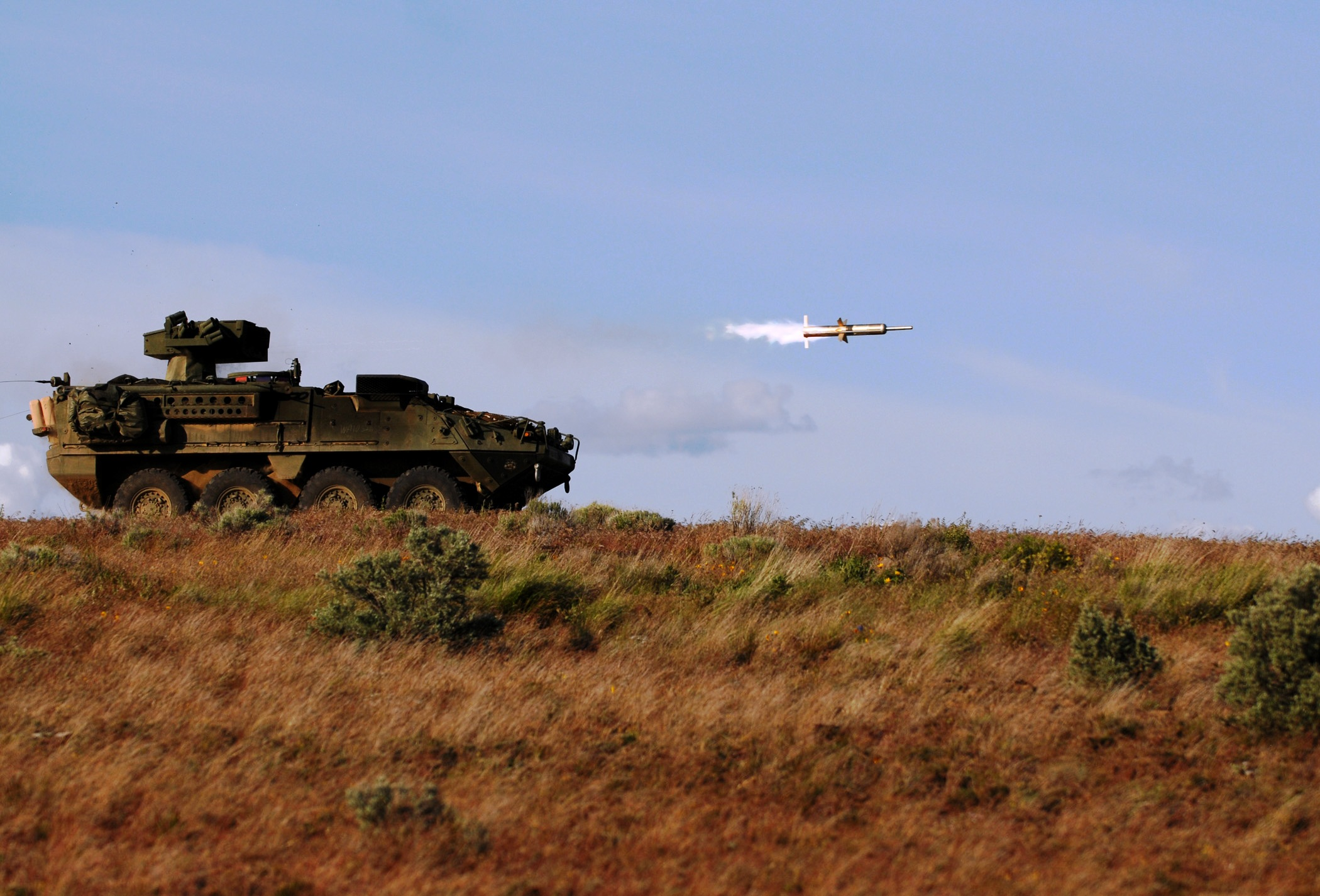
صاروخ موجه مضاد للدروع

صواريخ الطاقة الحركية المتعددة المهام  (بالإنجليزية:  Compact Kinetic Energy Missile  وتختصر (CKEM))‏ هو صاروخ الطاقة الحركية المضاد للدروع الثقيلة والتحصينات والأبينة، لا يستخدم أي رأس حربي متفجر ويعتمد على سرعتة فوق العالية للاختراق والتدمير المحقق. يتم توجيه بواسطة منظومة استشعار حرارية من الجيل الثالث يتميز النظام بأنه يغلق على الهدف وبنفس الوقت يكون يبحث عن هدف ثاني. بدأ هذا المشروع شركة لوكهيد مارتن في عام 2003 وكان الهدف منه تزويد جيش الولايات المتحدة بصواريخ موجهة مضاد للدروع.